# Landsverk L-10
Der Landsverk L-10 war ein leichter schwedischer Panzer aus den 1930er-Jahren.

## Geschichte
Der leichte Panzer wurde zu Anfang der 1930er-Jahre von dem deutschen Ingenieur Joseph Vollmer entworfen. Vollmer hatte zuvor den ersten deutschen Panzer (A7V) konstruiert und war zu diesem Zeitpunkt Mitinhaber der Deutschen Automobil-Construktionsgesellschaft (DAC). Bis 1936 wurden von dieser Fahrzeuge und Motoren konstruiert und dann als komplette Werkszeichnung gegen Lizenzzahlung an Kraftfahrzeug- und Motorenfabriken verkauft. Da im Deutschen Reich aufgrund der im Friedensvertrag von Versailles festgelegten Bestimmungen die Fertigung von Panzern verboten war, musste dies im Geheimen oder im Ausland erfolgen. Aus diesem Grunde hatte die Gutehoffnungshütte mit Sitz in Oberhausen die AB Landsverk in Landskrona erworben. Im Jahre 1930 beauftragte diese die DAC mit der Entwicklung von Panzern.
Parallel zum L-10 wurde auch der Rad-/Kettenpanzer Landsverk L-30 entwickelt, mit dem er viele Gemeinsamkeiten hatte. Der L-10 besaß eine geschweißte Wanne und geneigte Frontpanzerplatten sowie eine Funkausrüstung. Die schwedischen Streitkräfte bestellten Ende 1931 drei Exemplare, die erst Ende 1935 ausgeliefert wurden. Diese erhielten die Armeebezeichnung Stridsvagn m/31 (Strv m/31). Da er den Erwartungen nicht entsprach, erfolgten keine Nachbestellungen und er wurde nach wenigen Jahren durch den Landsverk L-60 ersetzt.